# Calliandra fuscipila
Calliandra fuscipila är en ärtväxtart som beskrevs av Hermann August Theodor Harms. Calliandra fuscipila ingår i släktet Calliandra och familjen ärtväxter. Inga underarter finns listade i Catalogue of Life.